# Алекперов, Салман Мамед Гусейн оглы
Салман Мамед Гусейн оглы Алекперов (азерб. Salman Məmmədhüseyn oğlu Ələkbərov; р. 18 марта 1927, Ганджинский уезд) — советский азербайджанский виноградарь, Герой Социалистического Труда (1950).

## Биография
Родился 18 марта 1927 года в селе Кёлтэгналы Ганджинского уезда Азербайджанской ССР (ныне Шамкирский район).
В 1944—1972 годах рабочий, звеньевой и бригадир совхоза имени Азизбекова Шамхорского района Азербайджанской ССР. С 1972 года работает в отделе культуры и быта этого же совхоза. В 1949 получил урожай винограда 209,3 центнера с гектара на площади 6,1 гектар.
Указом Президиума Верховного Совета СССР от 4 сентября 1950 года за получение высоких урожаев винограда на поливных виноградниках в 1949 году Алекперову Салману Мамед Гусейн оглы присвоено звание Героя Социалистического Труда с вручением ордена Ленина и золотой медали «Серп и Молот».
Активно участвовал в общественной жизни Азербайджана. Член КПСС с 1954 года.